# 猿別川
猿別川（さるべつがわ）は、北海道十勝総合振興局管内を流れる十勝川水系の一級河川である。地名語源は、アイヌ語のサルペツ（ヨシ原の川）から。

## 地理
北海道河西郡更別村南部の広尾郡大樹町との境界近くに源を発し、十勝平野を北東に流れる。中川郡幕別町北部にて本流の十勝川に合流する。

## 流域の自治体
北海道
河西郡更別村、中川郡幕別町

## 支流
- サラベツ川
- 糠内川
- 茂発谷川
- 旧途別川

## 主な橋梁
- 明林橋
- 生田橋
- 猿別川橋 - 帯広広尾自動車道
- 松森橋
- 上更別橋
- 春水橋
- 東栄橋
- 丹誠橋 - 道道238号 更別幕別線
- 相生橋
- 勢雄橋 - 道道716号
- 美川三号橋
- 栄橋 - 道道62号 豊頃糖内芽室線
- 巌橋
- 南西橋
- 猿別大橋
- （根室本線）
- 猿別橋 - 道道503号 明倫幕別停車場線
- 止若橋 - 国道38号